# Mesochorus pueblicus
Mesochorus pueblicus är en stekelart som beskrevs av Dasch 1974. Mesochorus pueblicus ingår i släktet Mesochorus och familjen brokparasitsteklar. Inga underarter finns listade i Catalogue of Life.